# 青少年保護育成條例
青少年保護育成條例，是日本各地政府為了保護未滿18歲的青少年，而設置的條例。主要內容大致上為約束與管制政府所認定的有害圖書、玩具、廣告、自動販賣機的販賣物、禁入風化場所、深夜外出限制……等。

## 東京都青少年健全發展相關條例
2010年2月24日，東京都議會再提條例的改正案，由於新的條例內容勢將摧毀日本現有的相關產業，引發反對運動。3月17日，秋田書店、角川書店、講談社、集英社、小学館、少年画報社、新潮社、白泉社、双葉社及リイド社等10家出版社，進行旗下作品的作者連署，提出「反对意見書」。

## 外部連結
- 青少年の保護育成に関する都道府県条例規制事項一覧（页面存档备份，存于）（日語）